# 平家物語 (アニメ)
『平家物語』（へいけものがたり）は、鎌倉時代の軍記物語である『平家物語』を描いたテレビアニメ。作家の古川日出男が現代語訳した『平家物語』を底本としている。制作はサイエンスSARU。2021年9月15日よりFODで先行配信され、2022年1月から3月までフジテレビの深夜アニメ枠『+Ultra』ほかでテレビ放送された。
物語の語り部となる琵琶法師の少女「びわ」が主人公に据えられており、彼女と平家の人々の交流を軸に、叙事的な史実に留まらず、時代に翻弄されながらも懸命に生きた人々の群像劇として描かれる。

## あらすじ
平安時代末期の都では平家一門が栄華を極めていた。少女・びわは琵琶法師の父親を平家の武士に殺されたあと、平家の屋敷に侵入。そこで出会った平家の棟梁平重盛に「お前たちはじき滅びる」と予言する。亡者が見える重盛はびわに共鳴し、彼女を屋敷に留め置き、息子の維盛・資盛・清経の三兄弟とともに生活させることにする。
平家一門総帥の平清盛は、娘の徳子を高倉天皇のもとに入内させ、さらなる栄華を追い求める。一方で、その強引さに踏みにじられる者達も多く生まれた。徳子入内から6年後、平家に対する反発はますます高まり、後白河法皇の近臣達が平家打倒の陰謀（鹿ケ谷の陰謀）を計画するが、密告により発覚。関係者を処罰した清盛は、法皇をも幽閉しようと目論む。これを察知した重盛は、清盛の面前で決死の諫言を行う。
徳子は男の子を産み、清盛はさらなる栄華を求めるが、天災や妹盛子の死によって重盛はいよいよ不安を募らせる。重盛は維盛・びわとともに熊野参詣を行い、清盛の野望を留める願いが叶えられないなら、来世の菩提と引き換えに自らの命を縮めるよう祈願する。帰京した重盛は病の床につき、夢で平家の滅亡を告げられる。すべてを悟った重盛は、びわの奏でる琵琶の音を聴きながら最期を迎えた。
重盛の死後、清盛が気落ちしていると見た法皇は、重盛や盛子の領地を没収する。これに激怒した清盛は兵を率いて上京、公卿を粛清、法皇を鳥羽離宮に幽閉（治承三年の政変）、徳子の子を安徳天皇として即位させる。平家の横暴に耐えかねた源頼政は、以仁王を担いで反乱を起こそうとするが、密告によって発覚、知盛・重衡・維盛によって以仁王らは討たれる（以仁王の挙兵）。
清盛は平家を守るため、福原への遷都を断行。福原でびわと三兄弟は、敦盛や重衡とともに一夜の宴を開く。一方で伊豆国に流されていた源頼朝は、法皇による平家追討の院宣を受け取り挙兵する。維盛は頼朝追討の総大将となるが、頼朝が大軍を集めたことと、斉藤実盛の語る東国武士の姿に恐怖する。その夜の夜半に水鳥が飛びだつ音に驚いた軍勢は一戦もしないうちに退却した（富士川の戦い）。また比叡山からの嘆願を受けて、清盛はわずか半年で都を平安京に戻さざるを得なくなる。さらに興福寺の反発に業を煮やした清盛は、重衡に命じて興福寺を攻撃させる。しかし明かりを取るためにはなった火が燃え広がり、興福寺と東大寺を含む南都は灰燼に化してしまう。さらに高倉上皇が危篤に陥り、焦った清盛は徳子を法皇の後宮に入れようとするが拒絶される。
源氏の蜂起が相次ぐ中、清盛は熱病でこの世を去り、平家がいよいよ孤立を深めていく最中、資盛はびわに屋敷から出ていくよう命じる。びわは母の足取りを追って越後国に下るが、すでに京に戻ったと聞かされる。墨俣川の戦いで平家軍は頼朝を破るも、源義仲が北陸道に勢力を拡大する。維盛は大軍を率いて討伐に向かうが、倶利伽羅峠の戦いで夜襲を受け大敗北を喫してしまう。七万の軍勢を失った平家は義仲の軍に対抗することもできず、安徳天皇を奉じて都落ちに追い込まれ、再起を図って大宰府に向かう。びわは京に戻ったが、その頃都は義仲の兵が狼藉を極めていた。びわは義仲の兵に襲われるが、静御前たち白拍子によって救われる。
大宰府の緒方惟栄はかつて平家の家人であったが、朝廷からの院宣を受け取り、平家を匿うことはできないと退去を求める。苦難の道行きの末筥崎にたどり着いた平家だったが、周囲は敵ばかりであり、絶望した清経は入水自殺を遂げる。その死を見たびわは静御前らとともに、隠棲していた母に出会う。母との対話の中で自分にできることは「祈る」ことであると気づいたびわは、平家のいる西を目指す。一方頼朝によって派遣された源義経は法皇と対立した義仲を討ち、一ノ谷の戦いで平家を打ち破る。
平家は屋島に逃れるが、維盛はひとり一門を離れ、滝口入道のもとで出家、びわとの束の間の再会の後に補陀落渡海を遂げる。資盛は法皇に赦免願いの手紙を書くが返事は来ず、代わりに伊子の手紙を携えたびわが資盛のもとに訪れた。びわは祈りをこめて平家を語るため、すべてを見届ける覚悟を決めていた。頼朝は平家を根絶やしにすることを決め、義経の攻撃によって屋島は陥落、平家の軍は壇ノ浦に追い詰められる（壇ノ浦の戦い）。
戦は当初船軍に長ける平家方が優勢であったが、イルカの大群の襲来とともに風向きが変化、援軍も到着し源氏方が優勢となる。これまでと悟った時子は、安徳天皇を抱いて入水する。徳子もそれを追って入水するが、びわによって制止される。しかし知盛ら平家の人々は次々に海中に没していった。
戦後、後白河法皇はひとり、出家した徳子の元を訪れる（大原御幸）。

## 登場人物

### 主人公
びわ
声 - 悠木碧
本作の主人公で、琵琶を抱えた少女。アニメオリジナルキャラクター。父親は盲目の琵琶法師、母親は白拍子だが消息不明。「びわ」は本名ではなく、父も名前を呼ばなかったため自ら「びわ」と名乗った。右目だけが青く、この目で「未来（さき）」を見ることができる。
父が平家の武士に斬られた後、右目で見た平家の行く末を伝えるため平家の館に忍び込み、重盛と出会う。その後は重盛に引き取られ、重盛の子供たちと暮らし成長していく。女装束を拒み、髪を肩で切りそろえた禿（かむろ）に水干を着ている。重盛の子たちが成長する一方で、風貌はほとんど変化しない。重盛の死後、その左目を受け継ぐ。福原で白い子猫を拾い、その後はともに行動している。
一部のシーンでは、長い白髪を持った姿で『平家物語』の語りも行う。

### 平家一門
平重盛（たいら の しげもり）
声 - 櫻井孝宏
平清盛の子で、平家の棟梁。謹厳実直な人物で、横暴な父の行いと、平家の行末に心を痛めている。
左目の色が異なり、この目で亡者を見ることができる。びわが父親を平家の侍に斬られたことを見抜いて哀れみ、子供たちの遊び相手という名目で屋敷に引き取った。
平徳子（たいら の とくこ）
声 - 早見沙織
重盛の異母妹。清盛と時子の娘。入内して高倉天皇の妻となるが子供には6年経っても恵まれないなどの事情に悩まされるが待望の果てに息子が生まれる。
聡明で快活な女性でびわと親しくなるが、びわは彼女の「未来」を見てしまう。
高倉天皇は徳子以外の女性を寵愛することが多く、平家と朝廷の間で悩んだ徳子はすべてを「ゆるす」ことを思い定める。
夫の死後は安徳天皇を守ることを決意するが、平家と運命をともにすることになる。
平維盛（たいら の これもり）
声- 入野自由
重盛の長子。気が弱いが心優しい性格。
院近臣藤原成親の娘・新大納言局を妻とし、高清らを儲ける。しかし鹿ヶ谷の陰謀発覚後は、この縁が重盛を窮地に追いやることとなってしまう。
舞が得意で、人々から称賛されるが戦には向いておらず、初陣では心に大きな傷を負う。富士川の戦いでは一戦もしないうちに退却したことで清盛の怒りを買い、武士として強くならねばならないという強迫観念に取りつかれる。
清盛没後には武士として活躍するが、倶利伽羅峠の戦いで地獄を見てしまう。
平資盛（たいら の すけもり）
声 - 岡本信彦、小林由美子（幼少期）
重盛の次男。勝ち気で、びわとは軽口を叩いては喧嘩する間柄。しかし幼馴染として大切に思っており、びわが清盛に呼ばれた際には維盛と共に同行したり、平家が孤立を深めていく中ではわざときついことを言って追い出している。一途であり子ども時代から徳子の官女である伊子に想いを寄せている。
鷹狩に出かけた際、摂政・松殿基房の前で下馬しなかったため暴行を受ける。清盛は報復として基房の行列を襲撃する騒動（殿下乗合事件）を起こした。その後、重盛によって伊勢国で謹慎させられる。
情勢や人物を客観的に見ているところがあり、兄弟にも遠慮なく物を言う。
平清経（たいら の きよつね）
声 - 花江夏樹
重盛の三男。笛が得意で、重盛の死後は敦盛と行動することが多い。
明るい性格で、資盛からはおつむが軽いと言われていたが、都落ち以降は悲観的な思いに取り憑かれる。
藤原経子
声 - 本名陽子
重盛の妻で、藤原成親の妹。
平清盛（たいら の きよもり）
声 - 玄田哲章
重盛の父。平家の棟梁の座を重盛に譲り、出家して入道（僧侶姿）になっているが、一門の実権を握っている。
今の世を変えるという志を持ち、斬新なものを好む。「おもしろかろう？」が口癖。豪放磊落な性格で、強い権力欲の持ち主。徳子は他人を駒としか見ていないと評している。しかし一族に必要な人物なのも事実であり、彼が死亡したことで一門には動揺が広がった。
平時子（たいら の ときこ）
声 - 井上喜久子
清盛の妻。奔放な夫に振り回されるが、しっかりと手綱を握っている。
平宗盛（たいら の むねもり）
声 - 檜山修之
重盛の異母弟。清盛と時子の子。重盛に対抗心を持ち、びわは嫌味な男だと評している。
重盛の死後、平家の棟梁を引き継ぐが、源仲綱の馬を取り上げ「仲綱」という名をつけて辱め、反乱のきっかけを作るなど軽率な振る舞いが目立つ。
清盛没後には酒宴に明け暮れ、情勢に翻弄されるばかりとなる。
平時忠（たいら の ときただ）
声 - 青山穣
時子の弟。
平敦盛（たいら の あつもり）
声 - 村瀬歩
清盛の弟・経盛の子。笛が得意で、清経に憧れている。一方で武士に憧れ、重盛や重衡のことも尊敬している。
一ノ谷の戦いでは清経の笛を取りに戻ったために退却に遅れ、呼び止めた熊谷直実と戦い、武士として命を落とす。
平知盛（たいら の とももり）
声 - 木村昴
宗盛の弟。豪快な人物。重盛の死後には宗盛の補佐役となる。
平重衡（たいら の しげひら）
声 - 宮崎遊
宗盛、知盛の弟。重盛の死後も、その遺児たちを気にかけている。文武に秀でた武士であるが、戦いの中で寺社を焼いてしまったことを悔いている。
一ノ谷の戦いで捕らえられ、頼朝の前に引き出されるが、頼朝には「牡丹の花」のようであると評される。
- 平忠度 - 中村和正
- 平行盛 - 真木駿一
- 平教経 - 武田太一
- 平高清 - 和多田美咲
- 夜叉御前 - 木野日菜
- 藤原輔子 - 河瀬茉希
- 新大納言局 - 陶山恵実里

### 朝廷
後白河法皇（ごしらかわほうおう）
声 -  千葉繁
当代の治天の君。今様を好み、謡い過ぎで喉を傷めるほど。清盛と対立しているが重盛は信任しており、徳子も評価している。
一方で策謀に長け、後鳥羽天皇を擁し、権力を得て、平家都落ち後には三種の神器奪還のため策を練る。徳子は「自分を脅かしたものをたやすく許す方ではない」と評している。
高倉天皇（たかくらてんのう）
声 - 西山宏太朗
後白河法皇と滋子の子。名は憲仁（のりひと）。天皇であるが父と清盛に圧されていた。
徳子が入内した後も、小督局など他の女性とともに過ごすことが多かった。後に徳子の存在に気後れを感じていたと語っている。
安徳天皇（あんとくてんのう）
声 - 佐藤美由希
高倉天皇と徳子の間に生まれた皇子。法皇幽閉後に天皇として即位する。びわになついている。
平滋子（たいら の しげこ）
声 - 坂本真綾
後白河法皇の妻で時子の妹。高倉天皇の母。法皇の相談相手であり、深く愛されていたが早逝する。
伊子（建礼門院右京大夫）（いこ）
声 - 本泉莉奈
徳子の官女。子供時代から資盛が思いを寄せており、福原遷都頃に恋人となる。平家の都落ちには同行せず、京に残る。
- 以仁王 - 藤原大智
- 藤原基房 - 美斉津恵友
- 後鳥羽天皇 - 木野日菜
- 藤原成親 - 森宮隆
- 藤原成経 - 中村源太
- 西光（藤原師光） - 土師孝也
- 俊寛 - 土田大
- 基康 - 橘潤二

### 武士
源頼朝（みなもと の よりとも）
声 - 杉田智和
源氏の棟梁。文覚によって法皇の院宣を伝えられ、新しい世を築くために挙兵する。
周囲の声に押されるところがあり、ほとんど片言のような喋り方をする。
重衡と面会した際にはその助命を考えるが、政子の言葉により平家の族滅を決断する。
源義経（みなもと の よしつね）
声 - 梶裕貴
頼朝の弟。天才的な軍略家で、三草山・一ノ谷・屋島・壇ノ浦で平家を次々に打ち破る。
北条政子
声 - 甲斐田裕子
頼朝の妻。気が強く、頼朝に平家追討の発破をかける。
源義仲（木曾義仲） （みなもと の よしなか）
声 - 三宅健太
木曾源氏の棟梁。自然の中で暮らす野生児。倶利伽羅峠の戦いで平家を打ち破るが、京で傍若無人に振る舞い、義経によって討たれた。
- 中原兼遠 - 多田野曜平
- 今井兼平 - 落合弘治
- 巴御前 - 鷄冠井美智子
- 源頼政 - 浦山迅
- 源仲綱 - 大泊貴揮
- 武蔵坊弁慶 - 大塚明夫
- 土肥実平 - 木下浩之
- 熊谷直実 - 田中美央
- 藤原忠清 - 楠大典
- 斎藤実盛 - 斎藤志郎
- 緒方惟栄 - 高橋研二
- 瀬尾兼康 - 井川秀栄
- 武里（たけさと） - 新祐樹
- 斎藤五 - 観世智顕

### その他
祗王（ぎおう）
声 - 井上喜久子
清盛の寵愛を受けていた白拍子(素拍子)。
清盛の心変わりで遠ざけられたが、新しい愛人である仏御前の話し相手に呼び戻される。母親の面影を見たびわに懐かれる。のちに母親、妹の妓女とともに出家。同じく出家した仏御前を迎え入れ、4人で読経三昧の余生を送る。
平家の屋敷を出たびわが訪ねた頃には、仏御前や母とともに亡くなっていると言及される。
静御前（しずかごぜん）
声 - 水瀬いのり
白拍子の少女。同じ白拍子の月・あかりとともに行動している。
法皇の開いた宴で、義経と出会い、相思相愛となる。
浅葱の方 （あさぎのかた）
声- 大原さやか
幼い頃に生き別れとなったびわの母。もとは白拍子で、びわと同じ目をしていた。
夫らを捨て、越後平氏城資永の妾となったが、資永が怪死したため京に戻り、丹後で隠棲している。
びわの様子はその目でずっと見ていたと語るが、現在では視力を失っている。
びわの父
声 - 杉村憲司
盲目の琵琶法師で娘のびわを連れて放浪していた。びわが男の格好をするのは父の言いつけであり、重盛は娘を守るためであったと考えている。
人々を虐げる平家の侍への非難を呟いた娘を庇って斬られ、命を落とした。
- 明雲 - ボルケーノ太田
- 文覚 - 佐々木睦
- 牛頭 - 伊原正明
- 馬頭 - 室井海人
- 妓女 - 大地葉
- 月 - 小橋里美
- あかり - 松浦愛弓
- 滝口入道 - 田村真

## スタッフ
監督の山田尚子が京都アニメーション以外で作品を手掛けるのは初となる。また、キャラクター原案の高野文子も、アニメーション作品のキャラクター原案を務めるのは本作が初である。
- 原作 - 古川日出男（翻訳）『平家物語』河出書房新社〈池澤夏樹=個人編集 日本文学全集〉、2016年12月8日。ASIN B07B5Y7NCZ。ISBN 978-4309728797。[1][2]
- 監督 - 山田尚子[1][2]
- シリーズ構成・脚本 - 吉田玲子[1][2]
- キャラクター原案 - 高野文子[1][2]
- キャラクターデザイン・総作画監督 - 小島崇史[1][2]
- プロップデザイン - 寺尾憲治
- 美術監督 - 久保友孝[1][2]
- 美術設定 - 久保友孝、片山久瑠実（第一～五話）、大森崇（第二～五、七、八話）、宮野隆（第七話）、島田碧（第七、八話）
- 動画監督 - 今井翔太郎[1][2]
- 色彩設計 - 橋本賢[1][2]
- 撮影監督 - 出水田和人[1][2]
- 編集 - 廣瀬清志[1][2]
- 音響監督 - 木村絵理子[1][2]
- 音響効果 - 倉橋裕宗[1][2]
- 歴史監修 - 佐多芳彦[1][2]
- 琵琶監修 - 後藤幸浩[1][2]
- 音楽 - 牛尾憲輔[1][2]
- 音楽プロデューサー - 中村伸一
- 音楽制作 - ポニーキャニオン
- プロデューサー - 竹内文恵、有田真代、尾崎紀子、中村伸一、チェ・ウニョン
- アニメーションプロデューサー - 崎田康平
- アニメーション制作 - サイエンスSARU[1][2]
- 制作 - 「平家物語」製作委員会（アスミック・エース、フジテレビジョン、bilibili、ポニーキャニオン、サイエンスSARU、電通、BSフジ）

## 主題歌
「光るとき」
羊文学によるオープニングテーマ。作詞・作曲は塩塚モエカ、編曲は羊文学、F.C.L.S.。
「unified perspective」
agraph feat.ANIによるエンディングテーマ。作詞はANI、作曲・編曲はagraph。

## 評価
オリコンの調べによると、本作のBlu-ray boxは発売初週に2,521枚の推定売上枚数を記録し、2022年9月12日付の週間Blu-ray Discランキングにおいて9位にランクインした。

## 各話リスト
| 話数     | サブタイトル               | 絵コンテ            | 演出              | 作画監督                                                                  | 初放送日       |
| -------- | -------------------------- | ------------------- | ----------------- | ------------------------------------------------------------------------- | -------------- |
| 第一話   | 平家にあらざれば人にあらず | 山田尚子            | 山田尚子          | 小島崇史                                                                  | 2022年 1月13日 |
| 第二話   | 娑婆の栄華は夢のゆめ       | 雪村愛              | 雪村愛            | 小島崇史 太田里香 村越麻海 一居一平                                       | 1月20日        |
| 第三話   | 鹿ケ谷の陰謀               | ちな                | ちな              | 小島崇史 今岡律之 秋竹斉一 齊藤佳子 宮かなえ 五十子忍                     | 1月27日        |
| 第四話   | 無文の沙汰                 | 雪村愛 山田尚子     | 戸澤俊太郎        | 小島崇史 村越麻海 宮かなえ 五十子忍 高瀬言                                | 2月3日         |
| 第五話   | 橋合戦                     | モコちゃん          | モコちゃん        | 小島崇史 堀江由美 秋竹斉一 モコちゃん 平野翔                              | 2月10日        |
| 第六話   | 都遷り                     | 日下部智津子        | 長友孝和          | 小島崇史 迎千葉瑠 さとう沙名栄 内村瞳子 吉田徹                            | 2月17日        |
| 第七話   | 清盛、死す                 | 長友孝和            | 雪村愛            | 小島崇史 堀江由美 さとう沙名栄 内村瞳子 迎千葉瑠 大庭幸子 林可爲 佐藤祐子 | 2月24日        |
| 第八話   | 都落ち                     | 長友孝和            | 長友孝和 江﨑好絵 | 堀江由美 北田久登 秋竹斉一 江﨑好絵 佐藤沙名栄 田川裕子 内村瞳子 吉田徹   | 3月3日         |
| 第九話   | 平家流るる                 | 竹下良平            | 竹下良平          | 小島崇史 秋竹斉一 内村瞳子 上武優也 平野翔                                | 3月10日        |
| 第十話   | 壇ノ浦                     | 山代風我            | 山代風我          | 村越麻海 迎千葉瑠 北田久登 塚本あかね 那須野文                            | 3月24日        |
| 第十一話 | 諸行無常                   | モコちゃん 山田尚子 | 山田尚子          | 小島崇史 秋竹斉一 堀江由美 内村瞳子 宮かなえ                              | 3月24日        |

## 放送局
| 放送期間 | 放送時間                     | 放送局         | 対象地域   | 備考                                            |
| --- | ---------------------------- | -------------- | ---------- | ----------------------------------------------- |
| 2022年1月13日 - 3月24日 | 木曜 0:55 - 1:25（水曜深夜） | フジテレビ     | 関東広域圏 | 製作参加 / 『+Ultra』枠 初回は1:05 - 1:35に放送 |
| | 木曜 1:55 - 2:25（水曜深夜） | テレビ西日本   | 福岡県     | 初回は2:25 - 2:55に放送                         |
| 2022年1月14日 - 4月1日 | 金曜 1:55 - 2:25（木曜深夜） | 関西テレビ     | 近畿広域圏 |                                                 |
| 2022年1月17日 - 3月27日 | 月曜 1:10 - 1:40（日曜深夜） | 北海道文化放送 | 北海道     | 初回は1:20 - 1:50に放送                         |
| 2022年1月20日 - 4月6日 | 木曜 0:00 - 0:30（水曜深夜） | BSフジ         | 日本全域   | 製作参加 / BS放送 / 『アニメギルド』枠          |
| 2022年1月23日 - 4月3日 | 日曜 1:45 - 2:15（土曜深夜） | 東海テレビ     | 中京広域圏 | 初回は3:45 - 4:15に放送                         |
| 2022年1月放送開始の局では、本放送前週に放送直前特番が放送された。2022年1月放送開始の局では、2022年3月16日に発生した福島県沖地震の報道特別番組の影響で、第10話および最終話の編成は変更が行われている。 |                              |                |            |                                                 |

| 配信開始日    | 配信時間                   | 配信サイト                                                                                          |
| ------------- | -------------------------- | --------------------------------------------------------------------------------------------------- |
| 2021年9月16日 | 木曜 0:00（水曜深夜） 更新 | FOD [ 1 ] [ 2 ]                                                                                     |
| 2022年1月13日 | 木曜 12:00 更新            | Netflix Amazon Prime Video アニメカ ひかりTV dアニメストア U-NEXT アニメ放題 dTV バンダイチャンネル |
| 2022年1月14日 | 金曜 12:00 更新            | J:COMオンデマンド milplus                                                                           |

## 関連商品
- 『平家物語 Blu-ray BOX』（PCXP-60112）（ポニーキャニオン、2022年8月31日発売）[18]。
- 『「平家物語」オリジナル・サウンドトラック 諸行鎮魂位相』（ポニーキャニオン、2022年1月5日）CD盤、レコード盤
- 高野文子、山田尚子『わたしたちが描いたアニメーション「平家物語」』河出書房新社、2022年3月10日。ISBN 978-4309291871。
- ニュータイプ 編『平家物語 アニメーションガイド』KADOKAWA、2022年4月28日。ISBN 978-4041125489。
- でほぎゃらりー（著・イラスト）、「平家物語」製作委員会（企画・原案）、佐多芳彦（監修・解説）『平家物語の彩[いろ]』HeHe、2022年7月15日。ISBN 978-4908062414。